# Mongoloraphidia (Formosoraphidia) formosana
Mongoloraphidia (Formosoraphidia) formosana is een kameelhalsvliegensoort uit de familie van de Raphidiidae. De soort komt voor in Taiwan.
Mongoloraphidia (Formosoraphidia) formosana werd voor het eerst wetenschappelijk beschreven door Okamoto in Nagano in 1917.